# Coryphaena hippurus
Coryphaena hippurus é uma espécie de peixe popularmente conhecida como dourado-do-mar (não confundir com o dourado de água doce), cabeçudo, mahi-mahi, dalfinho, dalfinho-comum, delfim (não confundir com o mamífero marinho), dourado-carapau, dourado-macho, graçapé, guaraçapé, guaraçapema ou cartolão. C. hippurus é um peixe teleósteo que pertence à família Coryphaenidae, sendo uma das duas únicas espécies desta família (a outra é designada como Coryphaena equiselis).

## Descrição
Esse peixe de mares de águas quentes nada próximo à superfície em mar aberto, prefere águas azuis e é comum encontrá-lo próximo a caiaques de algas de sargaços. É amarelo e verde com manchas azuis e brancas. O macho maior, ou "touro" (em contraste com o menor, chamado "galinha"), tem testa saliente e pesa mais de 40 kg. Podem ter uma duração de vida de cerca de 3 a 4 anos, pesando em média 7 a 13 kg, ainda que possam crescer até aos 45 kg. Tem uma barbatana dorsal longa, a todo o comprimento do corpo. As barbatanas anais são, acentuadamente, côncavas. Distinguem-se pelas suas cores brilhantes e matizadas: dourado dos lados, com azuis e verdes brilhantes de lado e no dorso.

## Nomenclatura
Esse peixe de mares de águas quentes nada próximo à superfície em mar aberto, prefere águas azuis e é comum encontrá-lo próximo a caiaques de algas de sargaços. É amarelo e verde com manchas azuis e brancas. O macho maior, ou "touro" (em contraste com o menor, chamado "galinha"), tem testa saliente e pesa mais de 40 kg.

## Habitat
Vive em águas de todo o mundo evitando apenas as regiões mais frias, tendo mais tendência também para ser encontrado em águas mais quentes.

## Ecologia
Sua pesca é apreciada por ser capaz de saltar espetacularmente no ar ao ser fisgado. Cresce muito rápido para um peixe de seu tamanho (e vive poucos anos). Por isso, pode servir como alimento do mar relativamente sem causar preocupação em uma época em que muitas áreas de pesca enfrentam problemas de redução drástica de espécies.

### Dieta
São peixes carnívoros, alimentando-se de peixes-voadores, caranguejos, lulas, cavalas e outros peixes de pequenas dimensões. Sabe-se que também se podem alimentar de zooplâncton.

## Culinária
São utilizados em vários locais como alimento, sendo considerado um sucedâneo do peixe-espada, devido à sua textura firme e sabor suave.

## História
Antigos mosaicos minoanos o retratam com detalhes precisos, indicando que os gregos o pescaram por séculos.